# Liste der Stolpersteine in Hadamar
In der Liste der Stolpersteine in Hadamar werden die vorhandenen Gedenksteine aufgeführt, die im Rahmen des Projektes Stolpersteine des Künstlers Gunter Demnig bisher in Hadamar verlegt worden sind.

## Verlegte Stolpersteine
| Adresse                                     | Name                   | Inschrift | Verlegedatum  | Bild                                                      | Anmerkung                                    |
| ------------------------------------------- | ---------------------- | --- | ------------- | --------------------------------------------------------- | -------------------------------------------- |
| Hammelburg 3 (Standort)                     | Julius Strauss         | Hier wohnte Julius Strauss Jg. 1875 deportiert 1942 Theresienstadt 1944 Auschwitz ermordet                                                                                 | 12. März 2016 | Stolperstein Hadamar Hammelburg 3 Julius Strauss          | geboren am 16. Januar 1875 in Hadamar        |
| Hammelburg 3 (Standort)                     | Berta Strauss          | Hier wohnte Berta Strauss geb. Kron Jg. 1883 deportiert 1942 Theresienstadt ermordet 15.5.1944 Auschwitz                                                                   | 12. März 2016 | Stolperstein Hadamar Hammelburg 3 Berta Strauss           | geboren am 17. Februar 1883 in Schupbach     |
| Hammelburg 3 (Standort)                     | Eugen Strauss          | Hier wohnte Eugen Strauss Jg. 1908 Flucht 1939 USA | 12. März 2016 | Stolperstein Hadamar Hammelburg 3 Eugen Strauss           |                                              |
| Hammelburg 3 (Standort)                     | Helmut Strauss         | Hier wohnte Helmut Strauss Jg. 1912 ‘Schutzhaft’ 1938 Buchenwald Flucht 1939 Belgien interniert Drancy deportiert 1942 Zwangsarbeit Plaszow ermordet Okt. 1942             | 12. März 2016 | Stolperstein Hadamar Hammelburg 3 Helmut Strauss          |                                              |
| Mönchberg 8 Gedenkstätte Hadamar (Standort) | Selma Klein            | Hier als Patientin Selma Klein Jg. 1909 seit 1926 verschiedene Heime und Anstalten Vorbeugehaft Frankfurt 1939 Ravensbrück ‘verlegt’ 26.4.1942 Bernburg ermordet 26.4.1942 | 12. März 2016 | Stolperstein Hadamar Mönchberg 8 Selma Klein              | geboren am 8. Juni 1909 in Frankfurt am Main |
| Neumarkt 8 (Standort)                       | Max Kahn               | Hier wohnte Max Kahn Jg. 1891 ‘Schutzhaft’ 1938 Buchenwald Flucht in den Tod 29.5.1939                                                                                     | 12. März 2016 | Stolperstein Hadamar Neumarkt 8 Max Kahn                  | geboren am 3. September 1891 in Hadamar      |
| Neumarkt 8 (Standort)                       | Frieda Kahn            | Hier wohnte Frieda Kahn geb. Strauss Jg. 1897 deportiert 1942 Sobibor ermordet Juni 1942                                                                                   | 12. März 2016 | Stolperstein Hadamar Neumarkt 8 Frieda Kahn               | geboren am 6. August 1897 in Mittelsinn      |
| Neumarkt 17 (Standort)                      | Adolf Neuhaus          | Hier wohnte Adolf Neuhaus Jg. 1892 ‘Schutzhaft’ 1938 Flucht 1938 Holland interniert Westerbork deportiert 1944 Auschwitz Todesmarsch Mauthausen ermordet 15.3.1945         | 12. März 2016 | Stolperstein Hadamar Neumarkt 17 Adolf Neuhaus            | geboren am 18. Januar 1892 in Hadamar        |
| Neumarkt 17 (Standort)                      | Helene Neuhaus         | Hier wohnte Helene Neuhaus geb. Kahn Jg. 1914 Flucht 1933 Holland interniert Westerbork deportiert 1942 Auschwitz ermordet 17.9.1942                                       | 12. März 2016 | Stolperstein Hadamar Neumarkt 17 Helene Neuhaus           | geboren am 20. Oktober 1914 in Hadamar       |
| Neumarkt 17 (Standort)                      | Ilse Franziska Neuhaus | Hier wohnte Ilse Franziska Neuhaus Jg. 1924 Flucht 1938 Holland interniert Westerbork deportiert 1942 Auschwitz ermordet 18.7.1942                                         | 12. März 2016 | Stolperstein Hadamar Neumarkt 17 Ilse Franziska Neuhaus   | geboren am 17. Januar 1924 in Hadamar        |
| Schulstraße 16 (Standort)                   | Siegfried Winkelstein  | Hier wohnte Siegfried Winkelstein Jg. 1895 ‘Schutzhaft’ 1938 Dachau deportiert 1942 Majdanek ermordet 14.7.1942                                                            | 12. März 2016 | Stolperstein Hadamar Schulstraße 16 Siegfried Winkelstein | geboren am 29. Juli 1895 in Hadamar          |
| Schulstraße 25 (Standort)                   | Ferdinand Nachmann     | Hier wohnte Ferdinand Nachmann Jg. 1877 deportiert 1942 Sobibor ermordet Juni 1942                                                                                         | 12. März 2016 | Stolperstein Hadamar Schulstraße 25 Ferdinand Nachmann    | geboren am 30. September 1877 in Nordenstadt |
| Schulstraße 25 (Standort)                   | Ida Nachmann           | Hier wohnte Ida Nachmann geb. Hohenstein Jg. 1877 deportiert 1942 Sobibor ermordet Juni 1942                                                                               | 12. März 2016 | Stolperstein Hadamar Schulstraße 25 Ida Nachmann          | geboren am 8. Oktober 1877 in Hadamar        |